# Сергієнь
Сергієнь (рум. Serghieni) — село у Глоденському районі Молдови. Входить до складу комуни, адміністративним центром якої є село Кухнешть.

## Населення
За даними перепису населення 2004 року у селі проживали 36 осіб.
Національний склад населення села:
| Національність | Кількість осіб | Відсоток |
| -------------- | -------------- | -------- |
| молдавани      | 35             | 97,2%    |
| українці       | 1              | 2,8%     |
| Всього         | 36             | 100%     |